# Chiesa di San Donnino alla Mazza
La chiesa di San Donnino alla Mazza era una chiesa di Milano. Situata in via Bigli, fu demolita nel 1803.

## Storia

### Il tempio di Giano Bifronte
La chiesa sorse in prossimità delle mura romane di Milano nel 1162 su un'area precedentemente occupata da un tempio romano pagano dedicato al Giano Bifronte. Giano è una delle divinità più antiche e più importanti della religione romana, latina e italica. Solitamente è raffigurato con due volti (il cosiddetto Giano Bifronte), poiché il dio può guardare il futuro e il passato ma anche perché, essendo il dio della porta, può guardare sia all'interno sia all'esterno.
Fu sant'Ambrogio a ordinare la demolizione dei templi pagani e la costruzione di chiese e basiliche cristiane: alcune chiese sorsero sullo stesso luogo dove in precedenza erano eretti templi pagani, mentre in alcuni casi questi ultimi furono convertiti in luoghi di culto cristiani.

### La chiesa
Sull'origine del nome esistono due ipotesi, riguardanti la presenza di una statua rappresentata mentre teneva una mazza, nel primo caso una rappresentazione di Ercole, nel secondo lo stesso Giano; ad ogni modo il suffisso "ad matiam" venne aggiunto alla chiesa. Secondo un'altra ipotesi il nome deriverebbe invece da "massaria", ovvero uno spazio occupato da campi all'epoca circostante alla chiesa. La chiesa subì importanti lavori di rifacimento nel XVIII secolo.

## Architettura
Prima dei rifacimenti, fino a fine '600, la chiesa conservò il suo aspetto originale con soffitto in legno e una cappella affrescata da Bernardino Luini con due immagini della Vergine Maria, mentre nell'altare maggiore vi era la tela di San Girolamo di un pittore ignoto. Dell'aspetto della chiesa settecentesca si sa che fu rifatta in stile barocco ma la facciata all'epoca del Latuada era ancora incompiuta, e che aveva il tabernacolo "secondo l'uso ambrosiano".
La chiesa fu sconsacrata nel 1787 e venduta ad un privato che la demolì nel 1803.